# Iliake
Iliake is een single van K3, uitgebracht op 11 januari 2025. Het is de tiende single van K3 in de bezetting van Julia Boschman, Hanne Verbruggen en Marthe De Pillecyn. 
Het is het eerste K3-nummer met een gastartieste en het eerste nummer zonder Alain Vande Putte en Peter Gillis. Voortaan kiest Studio 100 om samen te werken met verschillende mensen om muziek voor de meidengroep te maken.

## Achtergrond
Het nummer werd uitgebracht op 11 januari 2025 en was een dag eerder al te horen op Qmusic, nadat bekend werd gemaakt dat Nora Gharib als vervanger voor Marthe zou optreden tijdens de Zeesterren-tour. Gharib zingt zelf ook mee als vierde stem.